# Deserted Palace
Deserted Palace — дебютный студийный альбом французского композитора и музыканта Жан-Мишель Жарра, вышедший в 1972 году на лейбле Sam Fox Records.

## Об альбоме
Диск экспериментальной электронной музыки, написанный и спродюсированный Жаном-Мишелем Жарром. Deserted Palace — собрание композиций, предназначенных для телевизионных программ, рекламных роликов, фильмов и т. п. Позднее не переиздавался, хотя и доступен в качестве бутлега. 30 мая 2011 года был издан сборник Essential & Rarities, куда вошли 2, 3, 8, 10, 11 и 12 треки альбома.

## Список композиций
1. «Poltergeist Party» — 2:16
2. «Music Box Concerto» — 2:46
3. «Rain Forest Rap Session» — 1:44
4. «A Love Theme for Gargoyles» — 1:15
5. «Bridge of Promises» — 3:19
6. «Exasperated Frog» — 0:51
7. «Take Me to Your Leader» — 2:00
8. «Deserted Palace» — 2:27
9. «Pogo Rock» — 1:08
10. «Wind Swept Canyon» — 7:44
11. «The Abominable Snowman» — 0:56
12. «Iraqi Hitch Hiker» — 2:32
13. «Free Floating Anxiety» — 2:19
14. «Synthetic Jungle» — 1:43
15. «Bee Factory» — 1:00

## Запись
- Жан Мишель Жарр — ARP, EMS Synthi AKS, EMS VCS 3, электроорган Farfisa